# Dark Knight
Dark Knight è una serie televisiva statunitense andata in onda per due stagioni dal 2000 al 2002.

## Trama
Capitanati dal cavaliere Ivanhoe, un gruppo di eroi affrontano epiche vicende, combattendo contro un malvagio tiranno con armi e incantesimi.

## Personaggi
| Personaggio   | Attore          |
| ------------- | --------------- |
| Rebecca       | Charlotte Comer |
| Ivanhoe       | Ben Pullen      |
| Odo           | Peter O'Farrell |
| Lady Rowena   | Marama Jackson  |
| Casket bearer | Jørn Benzon     |
| Prince John   | Cameron Rhodes  |
| Young Knight  | James Morcan    |
| Thug 5        | Sam Husson      |
| Falco         | Todd Rippon     |
| Mordour       | Jeffrey Thomas  |
| Fingal        | Desmond Kelly   |
| Friar Bacon   | Michael Wilson  |
| Brack         | Andrew Robertt  |